# Polype endométrial
 Mise en garde médicale
Un polype endométrial ou polype utérin est une masse dans la paroi interne de l'utérus. Il peut avoir une base large et plate (sessile) ou être attaché à l'utérus par un pédicule allongé (pédiculé). Les polypes pédiculés sont plus fréquents que les sessiles.  Leur taille varie de quelques millimètres à plusieurs centimètres. S'il est pédonculé, il peut passer à travers le col de l'utérus et se voir dans le vagin. Le polype est alors accouché par le col. De petits vaisseaux sanguins peuvent se former, en particulier dans les grands polypes. Ces polypes peuvent être à l'origine de ménométrorragies. 